# Фредрик Юнгбери
Карл Фредрик „Фреди“ Люнгберг (на шведски: Karl Fredrik „Freddie“ Ljungberg, произнася се ˈfreːdrɪk ˈjɵŋˌbærj, фамилията като немска транскрипция Люнгберг) е шведски футболист, полузащитник. Между 2006 и 2008 г. е капитан на шведския национален отбор по футбол.
Дебютира в професионалния футбол за Халмстадс БК през 1994 г. След като изиграва 79 мача с 10 гола със „Халмстадс БК“ преминава през 1998 г. в Арсенал (216 мача 46 гола). От 2007 г. е играч на ФК Уест Хям Юнайтед. До 2008 г. има 25 мача с 2 гола за „ФК Уест Хям Юнайтед“. През 2009 г. преминава в американския Сиатъл Саундърс. След това играе в Чикаго Файър, Селтик и Шимизу С-Пулс. Отказва се от футбола през 2012 г. През 2014 г. за кратко възстановява кариерата си, подписвайки договор с индийския Мумбай Сити. След 4 изиграни мача напуска клуба поради травма в гърба.

## Национален отбор
Дебютира за националния отбор на Швеция през 1998 г. До 2008 г. изиграва 75 мача с 14 гола, след което прекратява участиято си в него.